# チオピラン
チオピラン(Thiopyran)は、C5H6Sの化学式を持つ複素環式化合物である。二重結合の位置の異なる2H-チオピランと4H-チオピランの2つの異性体が存在する。
チオピランは、酸素原子が硫黄原子で置き換わったピランのアナログである。